# Siêu cúp bóng đá châu Âu 1991
Siêu cúp châu Âu 1991 là trận Siêu cúp bóng đá châu Âu lần thứ 16, diễn ra vào ngày 19 tháng 11 năm 1991 giữa nhà vô địch Cúp C1 châu Âu 1990-91 Sao Đỏ Beograd và Cúp C2 châu Âu 1990-91 là Manchester United. Đây là trận đấu diễn ra hai lượt đi và về nhưng do chính trị bất ổn vào thời đó tại Nam Tư nên UEFA ra quyết định chỉ có Old Trafford là nơi diễn ra trận đấu duy nhất và Manchester United giành chiến thắng 1–0 với bàn thắng duy nhất của Brian McClair ở phút 67.

## Chi tiết
| Manchester United | 1–0      | Sao Đỏ Beograd |
| ----------------- | -------- | -------------- |
| McClair 67'       | Chi tiết |                |

| Manchester United | Sao Đỏ Beograd |

| GK               | 1  | Peter Schmeichel   |  |     |
| LB               | 2  | Lee Martin         |  | 71' |
| RB               | 3  | Denis Irwin        |  |     |
| CB               | 4  | Steve Bruce (c)    |  |     |
| CM               | 5  | Neil Webb          |  |     |
| CB               | 6  | Gary Pallister     |  |     |
| RM               | 7  | Andrei Kanchelskis |  |     |
| CM               | 8  | Paul Ince          |  |     |
| CF               | 9  | Brian McClair      |  |     |
| CF               | 10 | Mark Hughes        |  |     |
| LM               | 11 | Clayton Blackmore  |  |     |
| Dự bị:           |    |                    |  |     |
| DF               | 12 | Mal Donaghy        |  |     |
| GK               | 13 | Gary Walsh         |  |     |
| MF               | 14 | Russell Beardsmore |  |     |
| FW               | 15 | Mark Robins        |  |     |
| MF               | 16 | Ryan Giggs         |  | 71' |
| Huấn luyện viên: |    |                    |  |     |
| Alex Ferguson    |    |                    |  |     |

| GK               | 1  | Zvonko Milojević    |  |     |
| DF               | 2  | Duško Radinović     |  |     |
| DF               | 3  | Goran Vasilijević   |  |     |
| DF               | 4  | Miroslav Tanjga     |  |     |
| DF               | 5  | Miodrag Belodedici  |  |     |
| MF               | 6  | Ilija Najdoski      |  |     |
| MF               | 7  | Vlada Stošić        |  |     |
| MF               | 8  | Vladimir Jugović    |  |     |
| FW               | 9  | Darko Pančev        |  |     |
| FW               | 10 | Dejan Savićević (c) |  | 82' |
| MF               | 11 | Siniša Mihajlović   |  |     |
| Dự bị:           |    |                     |  |     |
| GK               | 12 | Dragoje Leković     |  |     |
| DF               | 13 | Saša Nedeljković    |  |     |
| FW               | 14 | Ilija Ivić          |  | 82' |
| FW               | 15 | Predrag Jovanović   |  |     |
| Huấn luyện viên: |    |                     |  |     |
| Vladica Popović  |    |                     |  |     |

| Các trợ lý trọng tài: Cees Bakker (Hà Lan) Jef van Vliet (Hà Lan) Reserve referee: Eddie Lomas (Anh) | Quy định trận đấu - 90 phút. - 30 phút hiệp phụ nếu hòa nhau trong hai hiệp chính. - Sút luân lưu 11m nếu hòa nhau trong hiệp phụ. - 5 thay thế cầu thủ. |